# Boy Nijholt
Boy Nijholt (Venlo, 5 april 1934 - Venlo, 8 juni 1999) is een voormalig Nederlands voetballer die tijdens zijn profloopbaan uitsluitend voor FC VVV uitkwam.

## Loopbaan
Nijholt speelde al jarenlang in het amateurvoetbal voor Tiglieja, toen hij op 32-jarige leeftijd de overstap naar het betaald voetbal maakte. In het seizoen 1966-67 werd de linksbuiten door trainer Jean Janssen aan de selectie van het eerste elftal van FC VVV toegevoegd. Op 8 augustus 1966 maakte Nijholt zijn competitiedebuut in een uitduel bij Tubantia (1-2 winst). Na een seizoen keerde hij terug naar de amateurs, waar hij eerst voor Venlosche Boys en later nog voor VVV'03 speelde.

## Profstatistieken
| Seizoen | Club   | Competitie     | Competitie | Competitie | Beker | Beker | Playoffs | Playoffs | Totaal | Totaal |
| Seizoen | Club   | Competitie     | Wed.       | Dlp.       | Wed.  | Dlp.  | Wed.     | Dlp.     | Wed.   | Dlp.   |
| ------- | ------ | -------------- | ---------- | ---------- | ----- | ----- | -------- | -------- | ------ | ------ |
| 1966/67 | VVV    | Tweede divisie | 33         | 8          | —     | —     | —        | —        | 33     | 8      |
| Totaal  | Totaal | Totaal         | 33         | 8          | 0     | 0     | 0        | 0        | 33     | 8      |

## Trivia
Boy Nijholt is een jongere broer van Hay Nijholt, die tussen 1952 en 1957 eveneens in het eerste elftal van VVV speelde.